# Zoological Record
O Zoological Record (ZR) é uma base de dados não oficial de nomenclatura científica zoológica. Começou como uma publicação impressa em 1864, editada pela Zoological Society of London, com o nome The Record of Zoological Literature, mudando para o nome actual em 1870.
Desde 2000 é editada pela BIOSIS, que é propriedade da Thomson Scientific, uma divisão da Thomson Corporation.